# Ісатайський район
Ісата́йський район (каз. Исатай ауданы, рос. Исатайский район) — адміністративна одиниця у складі Атирауської області Казахстану. Адміністративний центр — село Аккістау.

## Населення
Населення — 26440 осіб (2021; 24643 у 2009, 21711 в 1999, 18418 у 1989).
Національний склад (станом на 2016 рік):
- казахи — 26706 осіб (99,74 %)
- росіяни — 22 особи
- чеченці — 13 осіб
- каракалпаки — 12 осіб
- узбеки — 7 осіб
- українці — 6 осіб
- татари — 3 особи
- корейці — 1 особа
- інші — 6 осіб

## Історія
Новобагатинський район був утворений 17 січня 1928 року у складі Гур'євського округу. 1930 року район був ліквідований. У жовтня 1939 року район був відновлений у складі Гур'євської області. 14 листопада 1957 року район знову був ліквідований, територія передана до складу Баксайського району. 15 лютого 1977 року район знову відновлений. 1988 року район вкотре був ліквідований, однак 1990 року знову відновлений як Ісатайський район.

## Склад
До складу району входять 7 сільських округів:
| Поселення                       | Площа, км² | Населення, осіб (1989) | Населення, осіб (1999) | Населення, осіб (2009) | Населення, осіб (2021) | Центр            | Населені пункти |
| ------------------------------- | ---------- | ---------------------- | ---------------------- | ---------------------- | ---------------------- | ---------------- | --------------- |
| Аккістауський сільський округ   | 1712,62    | 5496                   | 7096                   | 8651                   | 10267                  | Аккістау         | 3               |
| Жанбайський сільський округ     | 1689,04    | 2689                   | 2560                   | 3036                   | 3231                   | Жанбай           | 1               |
| Зінеденський сільський округ    | 1635,96    | 675                    | 1092                   | 1249                   | 1278                   | Зінеден          | 2               |
| Ісатайський сільський округ     | 1019,03    | 1183                   | 1354                   | 1501                   | 1466                   | Ісатай           | 1               |
| Наринський сільський округ      | 2936,92    | 706                    | 1154                   | 1294                   | 1145                   | Нарин            | 3               |
| Камискалинський сільський округ | 2886,95    | 3415                   | 3889                   | 3895                   | 3897                   | Хаміта Єргалієва | 3               |
| Тущикудицький сільський округ   | 4353,37    | 4254                   | 4566                   | 5017                   | 5156                   | Тущикудик        | 3               |

## Найбільші населені пункти
Населені пункти з чисельністю населення понад 1000 осіб:
| № | Населений пункт  | Населення, осіб (1989) | Населення, осіб (1999) | Населення, осіб (2009) | Населення, осіб (2021) |
| - | ---------------- | ---------------------- | ---------------------- | ---------------------- | ---------------------- |
| 1 | Аккістау         | 4 584                  | 6 481                  | 7 717                  | 8 880                  |
| 2 | Тущикудик        | 3 480                  | 3 600                  | 4 108                  | 4 683                  |
| 3 | Хаміта Єргалієва | 2 872                  | 3 347                  | 3 451                  | 3 719                  |
| 4 | Жанбай           | 2 689                  | 2 560                  | 3 036                  | 3 231                  |
| 5 | Ісатай           | 1 183                  | 1 354                  | 1 501                  | 1 466                  |
| 6 | Зінеден          | 525                    | 897                    | 1 104                  | 1 242                  |
| 7 | Оркен            | 306                    | 207                    | 546                    | 1 050                  |